# Jard-sur-Mer
Jard-sur-Mer là một xã ở tỉnh Vendée trong vùng Pays de la Loire, Pháp. Xã này có diện tích 16,57 kilômét vuông, dân số năm 2006 là 2449 người. Xã này nằm ở khu vực có độ cao trung bình 13 mét trên mực nước biển.

## Biến động dân số
| Năm | 1962  | 1968  | 1975  | 1982  | 1990  | 1999  | 2006  |
| --- | ----- | ----- | ----- | ----- | ----- | ----- | ----- |
| Dân số | 1 168 | 1 242 | 1 413 | 1 612 | 1 817 | 2 235 | 2 449 |
| From the year 1962 on: No double counting—residents of multiple communes (e.g. students and military personnel) are counted only once. |       |       |       |       |       |       |       |